# جيش الأمة
كان جيش الأمة ائتلافا من 20 جماعة متمردة صغيرة نشط خلال الحرب الأهلية السورية. عملت المجموعة في محافظات دمشق وريف دمشق. تم حلها في 9 مارس 2015 ، بعد هزيمتها من قبل جيش الإسلام وانشقاق المقاتلين المتبقين إلى قوات الحكومة السورية في الغوطة الشرقية.

## تاريخ
في 19 سبتمبر 2014 ، قامت 10 مجموعات متمردة صغيرة بتأسيس جيش الأمة. وقد أدان زعيم جماعة جيش الإسلام، وهي جزء من الجبهة الإسلامية ، زهران علوش ، التشكيل قائلاً «لا يمكن أن يكون هناك رأسان لنفس الجسد». هذا أدى على الفور إلى توترات متقطعة ومصادمات بين المجموعتين.
في 29 سبتمبر 2014 ، نجا زعيم جيش الأمة من محاولة اغتيال، ولكن قتل نائبه. في 19 أكتوبر 2014 ، كان ضحية محاولة اغتيال ثانية. الهجوم أصابه بجروح وقتل ابنه.
في 1 يناير 2015 ، انضم لواء أسود الحق الذي تأسس حديثًا إلى الائتلاف.
في 3 يناير 2015 ، قُتل زعيمان من جيش الأمة على أيدي مسلحين مجهولين. في اليوم التالي، أعلن جيش الإسلام الحرب على جيش الأمة وأسر قائده واستولى على مقره في دوما خلال 6 ساعات. كما أصدر مذكرة توقيف بحق النائب نزار خبيني. وخلال الاشتباكات، استسلم لواء أسود الغوطة لجيش الإسلام، في حين تمت دعوة 1500 من أعضاء جيش الأمة للانضمام إلى صفوف الجبهة الإسلامية. كما تم القبض على ماجد خيبة، قائد لواء شهداء الدوما في جيش الأمة. في 1 سبتمبر 2015، أعدمه جيش الإسلام رمياً بالرصاص.
في 9 مارس 2015 ، انشق المقاتلون المتبقون في جيش الأمة في الغوطة الشرقية، إلى جانب لواء الأنفال، إلى القوات الحكومية السورية.